# Kabinett Stefán Jóhann Stefánsson
Das Kabinett Stefán Jóhann Stefánsson war eine Regierung der am 17. Juni 1944 ausgerufenen Demokratischen Republik Island (isländisch Lýðveldið Ísland). Es wurde am 4. Februar 1947 gebildet und löste das Kabinett Ólafur Thors II ab. Es blieb bis zum 6. Dezember 1949 im Amt, woraufhin es vom Kabinett Ólafur Thors III abgelöst wurde. 
Dem Kabinett gehörten Mitglieder der Sozialdemokratischen Partei Islands (Alþýðuflokkurinn), der Unabhängigkeitspartei (Sjálfstæðisflokkurinn) sowie der Fortschrittspartei (Framsóknarflokkurinn) an.

## Regierungsmitglieder
| Amt                                              | Amtsinhaber              | Beginn der Amtszeit | Ende der Amtszeit |
| ------------------------------------------------ | ------------------------ | ------------------- | ----------------- |
| Premierminister                                  | Stefán Jóhann Stefánsson | 4. Februar 1947     | 6. Dezember 1949  |
| Außenminister, Justizminister                    | Bjarni Benediktsson      | 4. Februar 1947     | 6. Dezember 1949  |
| Landwirtschaftsminister                          | Bjarni Ásgeirsson        | 4. Februar 1947     | 6. Dezember 1949  |
| Verkehrsminister, Industrie- und Handelsminister | Emil Jónsson             | 4. Februar 1947     | 6. Dezember 1949  |
| Bildungsminister                                 | Eysteinn Jónsson         | 4. Februar 1947     | 6. Dezember 1949  |
| Finanzminister, Arbeitsminister                  | Jóhann Þ. Jósefsson      | 4. Februar 1947     | 6. Dezember 1949  |